# Rogelio Madrigal Torres
Rogelio Madrigal Torres (l'Hospitalet de Llobregat, 5 de novembre de 1933 - Sarrià de Ter, 4 de gener de 1960) fou un lluitador antifranquista català.
En 1956 desertà de l'exèrcit espanyol i es refugia a Dijon (França), on va treballar com a paleta. A finals de desembre de 1959, va passar la frontera espanyola amb Quico Sabaté i els seus companys Antoni Miracle Guitart, Francisco Conesa Alcaraz i Martin Ruiz Montoya, per continuar la lluita contra el franquisme.
Es va refugiar en una cimera al Mas Clarà, a Sarrià de Ter, prop de Girona, quan es trobaren envoltats per la guàrdia civil. Roger fou mort a trets la nit del 3 al 4 de gener de 1960, mentre tractava d'escapar.